# ساندرين شامبيون
ساندرين شامبيون (بالفرنسية: Sandrine Champion)‏ هي منافسة ألعاب القوى فرنسية، ولدت في 29 أغسطس 1980 في سانت كونتين في فرنسا.

## وصلات خارجية
- ساندرين شامبيون على موقع الاتحاد الدولي لألعاب القوى (الإنجليزية)
- ساندرين شامبيون على موقع الاتحاد الفرنسي لألعاب القوى (الفرنسية)